# Erkesuden
Erkesuden var et klinkbygget langskib som deltog i slaget ved Fimreite den 15. juni 1184, under ledelse af Nikolas Kuvung (af Giskeslægten).
Erkesuden skal have været en 20-sesse, og er derfor det mindste skib som benævnes som en sud i sagalitteraturen. Ærkebiskop Øystein Erlendsson gav dette skibet til Nikolas Kuvung, som var biskoppens frænde.
Nikolas tilhørte Heklungerne, som støttede kong Magnus Erlingsson i 1180'erne i kampen om kongemagten over Norge mod Sverre Sigurdsson, birkebeinernes tronemne. Slaget ved Fimreite var slaget, hvor kong Magnus og de fleste af hans høvdingerne faldt, mens Nikolas Kuvung klarede at komme derfra.